# الاخراف (مذيخرة)

تعديل مصدري - تعديل

الاخراف محلة تابعة لقرية الزاملية، التابعة لعزلة الزاملية بمديرية مذيخرة إحدى مديريات محافظة إب في الجمهورية اليمنية، بلغ تعداد سكانها 46 حسب تعداد اليمن لعام 2004.